# PipeWire
PipeWireは、音声ストリーム、動画ストリーム及びLinuxのハードウェアを処理するためのサーバである。PipeWireはレッドハットのウィム・タイマンスによって開発された。PipeWireはマルチメディアルーティングとパイプライン処理を処理する。

## 歴史
2015年、タイマンスはPipeWireの開発を開始した。PipeWireはウィリアム・マンリーの開発したPulseVideoと呼ばれるプロジェクトを含むいくつかの既存のプロジェクトの発想に基づいている。レッドハットのクリスチャン・シャラーによると、PipeWireの発想の多くはマンリーの開発したPulseVideoの初期のプロトタイプから得ており、PulseVideoの成果でありGStreamerにマージされたコードの一部に基づいて構築されている。プロジェクトの目標はPulseAudioが音声の処理を改善したのと同じ方法でLinuxでの動画の処理を改善することであった。
このプロジェクトはPulseAudioとは別のプロジェクトだが、タイマンスは当初新たなプロジェクトに "PulseVideo" という名前を使用することを検討した。2015年6月までに、タイマンスがかつて居住していたスペインの都市のピノス・デ・アラウリンに因んで "Pinos" という名前が使われるようになった。
当初、Pinosは動画ストリームだけを処理していた。2017年の初めまでに、タイマンスは音声ストリームの統合に取り組み始めた。タイマンスは消費者と専門家の両方の音声の使用事例に対応したいと考え、専門家向けの音声の実装に関する助言を得るためにポール・デービスとロビン・ガレウスに相談した。このときにPipeWireという名前がこのプロジェクトに採用された。
2018年11月、PipeWireはLGPLからMIT Licenseにライセンスが変更された。
2021年4月、Fedora 34は音声向けのPipeWireを既定で採用した最初のLinuxディストリビューションとなった。1年後、Pop!_OSはバージョン22.04で既定のサウンドサーバとしてPipeWireを採用した。PipeWireはUbuntuのバージョン22.10以降で既定のサウンドサーバとなった。

## 特徴
プロジェクトの目標は次の通りである:
- サンドボックス化されたFlatpakアプリケーションで動作すること[3][12][19]。
- Waylandコンポジタでのスクリーンショットとスクリーンキャストのための安全な方法の提供[4][19][20]。
- JACKとPulseAudioによって管理されている場合の処理の統一[4][7][20][21]。

## 評判
PipeWireは特にGNOMEとArch Linuxのコミュニティの間で多くの称賛を受けている。これは特に、一部のPulseAudioの利用者が経験した高いCPU使用率、Bluetooth接続の問題、JACKバックエンドの問題などが修正されたことである。